# Barry C. Barish
Pour les articles homonymes, voir Barish.
Barry Clark Barish, né le 27 janvier 1936 à Omaha dans le Nebraska, est un physicien et universitaire américain.
Ses travaux dans le domaine des ondes gravitationnelles lui valent le prix Nobel de physique en 2017, qu'il partage avec Rainer Weiss et Kip Thorne.